# Hova
Hova è una città della Svezia, capoluogo, insieme a Gullspång, del comune di Gullspång, nella contea di Västra Götaland. Ha una popolazione di 1.375 abitanti.
Qua nacque il manager discografico Stig Anderson.